# Канивецкий, Николай Николаевич
Николай Николаевич Канивецкий (5 (18) мая 1857, Керчь, Таврическая область (ныне Крым), Российская империя — 1 (14) августа 1911, Ялта, Российская империя) — русский писатель, общественный деятель, один из почетных жителей Екатеринодара (ныне Краснодар).
Классик кубанской литературы. Один из немногих авторов-бытописателей кубанского казачества, кто писал на кубанской балачке. Произведения Канивецкого часто сравнивают с рассказами Н. В. Гоголя и А. П. Чехова. В народе Николая Канивецкого прозвали «кубанским (казачьим) Чеховым» за смешные и лиричные рассказы, в которых он повествует о жизни кубанских казаков. Рассказы автора публиковались в крупнейшей областной газете «Кубанские областные ведомости». Параллельно его заметки выходили в иллюстрированном приложении «Вестник казачьих войск» и в столичном «Журнале для всех», где в это же время публикуется Антон Павлович Чехов.
В 1899 году Канивецкий на собственные средства издал небольшой сборник «Из былого Черномории», в который вошли 9 новелл, опубликованных ранее в газетах.
Помимо художественной литературы также написал исследовательскую работу, в которой проанализировал тему Кавказа в поэзии Александра Сергеевича Пушкина.
28 марта 1893 года Николай Канивецкий с супругой Екатериной Петровной отправился на Всемирную международную Колумбийскую выставку в Чикаго, где изучал проекты электрического освещения городов, которые привез в Екатеринодар.

## Биография
Николай Канивецкий родился в Керчи в семье комиссара Керчь-Еникольского градоначальника Николая Васильевича и его супруги Минадоры Андреевны. Канивецкий получил домашнее образование, а потом был определён в Керченскую гимназию, затем год учился в Екатеринодаре, где жила его замужняя сестра Надежда, а окончил школу в Бердянске. Причиной длительных перерывов в учении были «слабые легкие» гимназиста.
После окончания гимназии в 1879 году Канивецкий поступил на юридический факультет Санкт-Петербургского университета. Перед поступлением Канивецкий написал прошение на имя ректора университета о зачислении и об освобождении его от оплаты за обучение в связи с тем, что он «сын отставного коллежского асессора бедного состояния». Однако учёбу Канивецкий не окончил. В марте 1881 года будущий писатель снова пишет ректору с просьбой разрешить на время оставить учёбу в связи с тяжелым здоровьем. В том же месяце Канивецкий отправляется в Екатеринодар.
В Екатеринодаре Канивецкий встречает свою будущую жену — Екатерину Петровну Якунинскую, дочь почетного гражданина Екатеринодара. 23 октября 1881 Канивецкий и Якунинская венчаются в войсковом Александро-Невском соборе. В сентябре 1882 года у них родился первенец Николай. Ещё два года спустя появилась на свет дочь Елена. К этому времени Канивецкий окончательно оставляет учёбу в Петербурге.
Большое состояние жены позволяет чете всецело посвятить себя общественной деятельности. Канивецкие живут в собственном доме по адресу ул. Рашпилевская 46, а также сдают в аренду городской управе особняк на улице Красной, 40. Имея чин коллежского асессора, Николай нигде официально не служит. При этом он состоит по меньшей мере в 10 общественных организациях. Канивецкий дважды баллотировался в гласные Екатеринодарской городской думы, и единожды — на пост главы города, но избран не был. Помимо этого, Канивецкий — почётный мировой судья, непременный член Кубанского областного статистического комитета и комиссии по заведованию Городским садом и Летним театром, член совета Екатеринодарского общества взаимного кредита, кандидат в члены правления Общества любителей изящных искусств.
Канивецкий пожертвовал средства на строительство Кирилло-Мефодиевской церкви при Екатеринодарском духовном училище на улице Котляревской (Седина).
28 марта 1893 года Николай Канивецкий в качестве гласного городской думы вместе с супругой отправился на Всемирную международную Колумбийскую выставку в Чикаго, где изучал проекты электрического освещения городов, которые привез в Екатеринодар.

### Творчество
В 1897 году Канивецкий публикует в крупнейшей областной газете «Кубанские областные ведомости» свой первый рассказ «По станичному приговору». Короткий рассказ посвящен обычаям и нравам кубанских казаков. Издание начинает регулярно публиковать рассказы писателя. 1897—1901 годы были самыми плодотворными для Канивецкого. В это же время его заметки выходят в иллюстрированном приложении «Вестник казачьих войск» и в столичном «Журнале для всех», где в это же время публикуется Антон Павлович Чехов. Сам Чехов также не обошел вниманием новеллы своего современника, отдельно отмечая «здоровый, жизненный юмор» и «цельных, интересных» персонажей Канивецкого.
Уже тогда Канивецкий ― единственный автор, который активно использует в своих рассказах балачку, кубанский диалект, сотканный из множества восточноукраинских наречий. Причем делает это весьма необычно: авторское повествование он ведёт на литературном русском, а герои его рассказов общаются на балачке. У балачки, как у любого разговорного наречия, нет четких орфографических правил, поэтому Канивецкий записывал её на слух, используя при этом правила украинской орфографии. Источником и вдохновением для сюжетов его рассказов становятся вполне реальные истории его современников.

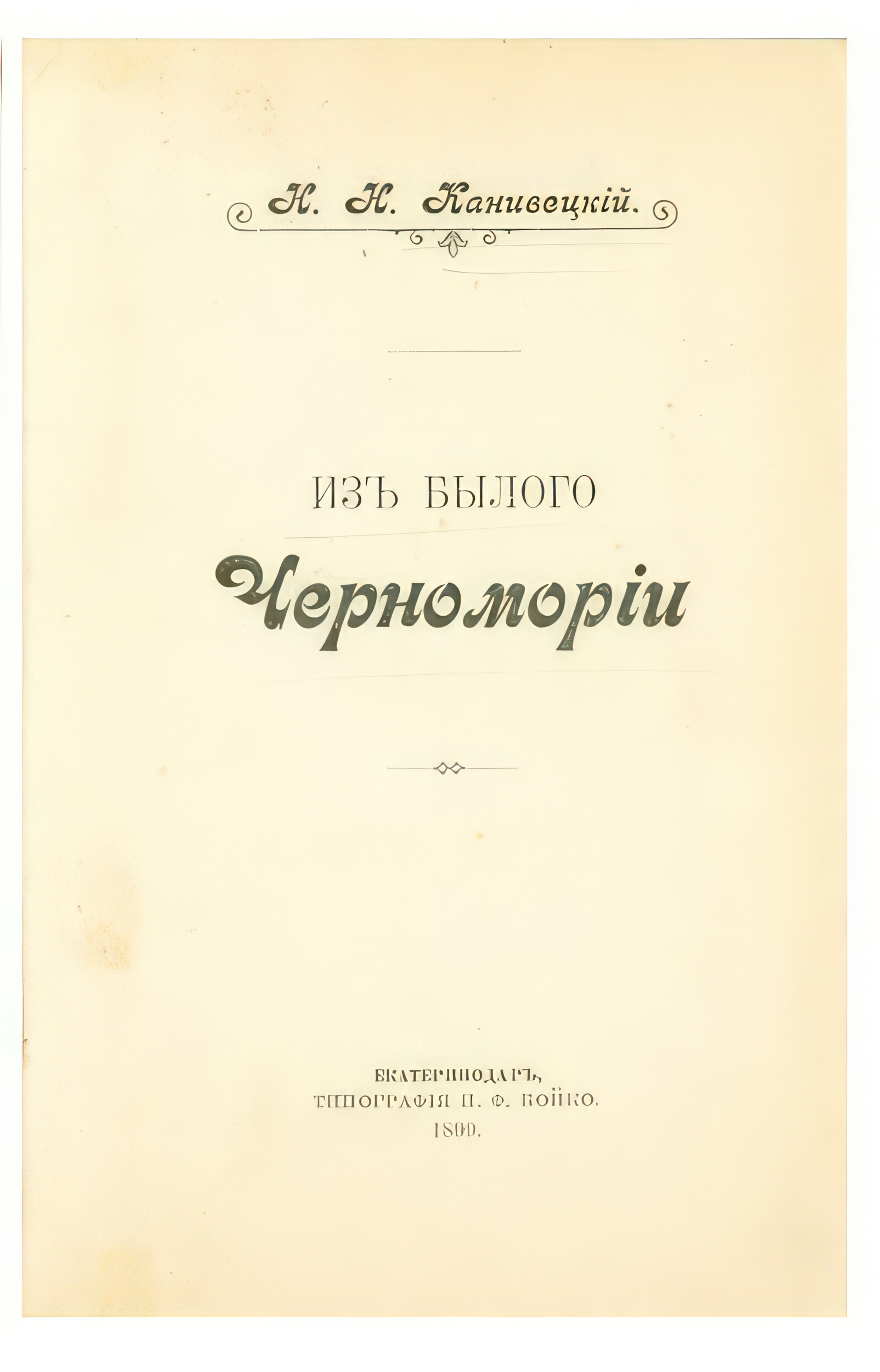
Из былого Черномории — сборник рассказов Н. Канивецкого

В 1899 году Канивецкий на собственные средства опубликовал сборник под названием «Из былого Черномории». В него вошли девять рассказов, опубликованных в «Кубанских областных ведомостях». Книга хорошо раскупалась и получила самый благожелательный приём у кубанцев. 
«Канивецкий — превосходный рассказчик, — писал рецензент в „Кубанских областных ведомостях“, — занимательно, живо, остроумно, обильно расточая безобидный, весёлый юмор, он в увлекательной, местами художественной форме восстановляет перед читателями эпизоды из недавнего „былого“ Черномории, немногими, но ярко и правдиво набросанными штрихами рисуя быт, нравы, типы и характеры былых обитателей».
В эти же годы он поддерживал молодого тогда Фёдора Гладкова, будущего известного советского писателя. 
«С тёплым чувством вспоминаю я об этом человеке: он пытался определить меня в гимназию… он пичкал меня книжками и читал мои литературные опыты, беседовал со мною, наставлял и вселял в меня веру в будущее». — вспоминал Гладков.
Помимо художественной литературы Канивецкий также написал научный труд, посвященный анализу темы Кавказа в поэзии Александра Сергеевича Пушкина. Работа, опубликованная в честь 100-летия с рождения великого русского поэта так и называется «Кавказ в поэзии Пушкина».

### Поздние годы и смерть
Череда семейных трагедий привела к тому, что творческая карьера Канивецкого буквально оборвалась. В 1901 году от воспаления легких умерла его 84-летняя мать Минадора Андреевна. Весною беда приходит в дом его доброго приятеля, мирового судьи Стефана Слабизиона: 22 мая в Кубани утонул его 16-летний сын Владимир. Николай Николаевич всей душою любил Стефана Харлампиевича: этого «щирого черноморца», подарившего ему немало непридуманных историй.
В том же году Николай Николаевич вошел в большие долги Харьковскому земельному банку: более 15 тысяч рублей, в связи с чем писатель был вынужден продать принадлежавшие ему в Екатеринодаре дома, перезанять деньги и расплатиться. Однако состояние было потеряно.
14 августа 1903 года он потерял своего 20-летнего сына Николая: юноша в одночасье сгорел от тифа.
Канивецкий восемь лет боролся за жизнь, несмотря на открытую форму туберкулеза, но 1 августа 1911 года писатель умер в Ялте. Супруга перевезла тело Канивецкого в Екатеринодар, однако место захоронения кубанского бытописателя неизвестно.

### Наследие
Творческая карьера Канивецкого была короткой, но яркой и подарила нам прекрасную «хронику» того времени, окошко в исчезнувший мир настоящих казаков. Мастерски с юмором и любовью писатель передал образы и нравы своих современников, показал всю широту казачьей души, благородство и находчивость, хитрость и упорство, а порою и суровость жителей Черноморья, приправляя всё это певучей и экспрессивной балачкой. Для краеведов и этнографов работы Канивецкого представляют непреходящую ценность. К сожалению, так было не всегда.
В советские годы власть стремилась создать новый культурный наднациональный конструкт. Поэтому рассказы автора, повествующие о жизни, быте и нравах казаков не вписывались в культурную картину мира советского государства. Кроме того, в 1933 году правительство подписало указ о деукраинизации, что предполагало отмену изданий книг на украинском языке. Хотя книги Канивецкого не публиковались на украинском языке, балачка, как разговорный диалект украинского, также могла подпадать под это определение. Кроме того, записывая балачку на слух, Канивецкий следовал преимущественно украинским правилам орфографии.
В 1990-е годы российский краевед и писатель Виталий Бардадым собрал и подготовил к печати сборник рассказов Николая Канивецкого «На вершок от счастья» и написал к нему послесловие. В отличие от оригинальных публикаций Канивецкого, в сборнике Бардадыма орфография балачки полностью русифицирована.
В 2022 году в рамках крупнейшего в стране фестиваля казачьей культуры «Александровская Крепость», организованного при поддержке фонда Олега Дерипаска «Вольное Дело», молодые режиссёры и артисты поставили открытые спектакли по рассказам Канивецкого. Артисты представили зрителям постановки по рассказам «На кордоне», «Под Рождество», «Лемишка», «Контрабандный чай», «Граммофон», «За варениками» и другим.
В июне 2023 года в Краснодарском академическом театре драмы им. Горького прошла презентация сборника рассказов Николая Канивецкого, объединившего все произведения писателя, собранные из дореволюционных газет. Одновременно с презентацией книги была организована постановка спектакля «Как Степан Грищенко за горилкой ходил» по мотивам рассказов из сборника. Три рассказа Канивецкого — «На кладбище», «Лемишка» и «По станичному приговору» — были поставлены на сцене театра режиссёром Ириной Васильевой в жанре «кубанского вестерна».